# Deutsches Meisterschaftsrudern 2023
Das 133. Deutsche Meisterschaftsrudern wurde in Brandenburg an der Havel und Köln ausgetragen.
Die Regatten der Kleinboote Einer und Zweier ohne wurden vom 14. bis 16. April in Brandenburg an der Havel ausgetragen. Die Meister in allen weiteren Bootsklassen wurden bei den Großbootmeisterschaften vom 7. bis 9. Juli auf dem Fühlinger See in Köln ermittelt.

## Medaillengewinner

### Männer
| Bootsklasse                           | Gold | Silber | Bronze |
| ------------------------------------- | --- | --- | --- |
| Einer                                 | Frankfurter RG Germania Oliver Zeidler | RC Nassovia Höchst Jonas Gelsen | RG Hansa Hamburg Tim Ole Naske |
| Doppelzweier                          | Stuttgarter RG von 1899 Moritz Korthals Emil Schmidberger | Kölner RV von 1877 Christian Förster Simon Mellin | ARV zu Leipzig Hans Bisanz Constantin Knauer |
| Zweier ohne Steuermann                | Rgm. RU Arkona Berlin / Der Hamburger und Germania RC Niclas Schröder Marc Kammann | Rgm. RC Favorite Hammonia / RV Münster von 1882 Benedict Eggeling Jasper Angl                                                                                           | Rgm. RC Favorite Hammonia / RV Münster Malte Großmann Sönke Kruse |
| Doppelvierer                          | Stuttgarter RG von 1899 Moritz Korthals Emil Schmidberger Moritz Marchart Simon Kramm | Rgm. Der Hamburger und Germania RC / ARC Würzburg Zeno Robertson Patrick Hofmockel Tom Kiesel Kjell Van de Bergh                                                        | Rudergesellschaft Heidelberg Dennis Großkopf Jannik Westermann Felix Epp Lukas Gehrig |
| Vierer ohne Steuermann                | Stuttgarter RG von 1899 Moritz Korthals Emil Schmidberger Moritz Marchart Simon Kramm | Neusser RV Ben Goslich Simeon Falger Johannes Neubauer Benjamin Nelles                                                                                                  | RC Allemannia von 1866 Luis Quast Moritz Grauert Magnus Weiß Mattis Lassen |
| Achter                                | Rgm. RV Münster / Marbacher RV / Bessel-RC Minden / Osnabrücker RV / RC Hansa / RC Witten / Alster-RV Hanseat / Berliner RC / ORC Rostock William Strulick David Keefer Leon Schandl Hennig Köncke Henry Hopmann Lukas Föbinger Friedrich Dunkel René Schmela Till Martini (Steuermann) | Kölner RV von 1877 Bruno Hirsch Maxime Wülfrath Simon Mellin Vincent Schmitz Christian Förster Jonas Karthaus Robin Goeritz Christopher Becerra Malte Otto (Steuermann) | Rgm. Mannheimer RV Amicitia / Ludwigshafener RV von 1878 / RTHC Bayer Leverkusen / Osnabrücker RV / Mainzer RV von 1878 / Hannoverscher RC von 1880 / RC Nürtingen 1921 Simon Klüter Axel Oschmann Dominic Imort Matthias Haggenei Christian Vennemann Tom Härtwig Jasper Steffes-Mies Jannik Menke Tanja Knöll (Steuerfrau) |
| Leichtgewichts-Einer                  | Crefelder Ruder-Club 1883 Jonathan Rommelmann | Rudergesellschaft Wiking Max Röger | Osnabrücker Ruder-Verein Paul David Leerkamp |
| Leichtgewichts-Doppelzweier           | Rgm. ARC Würzburg / Frankfurter RG Germania Joachim Agne Johannes Ursprung | Karlsruher RV Wiking von 1879 Henri Becker Adrian Mengedoht | Rgm. WSV Düsseldorf / Heidelberger RK Mats Winkels Berkay Günes |
| Leichtgewichts-Zweier ohne Steuermann | RC am Lech Kaufering Alexander Aigner Maximilian Aigner | Ruderklub am Wannsee Eddie Reuter Nils Götze | Rgm. Bonner RG / Kölner RV von 1877 Samuel Weidemaier Bruno Hirsch |
| Leichtgewichts-Vierer ohne Steuermann | Rgm. Heidelberger RK / WSV Düsseldorf / Der Hamburger und Germania RC / Stuttgarter RG von 1899 Berkay Günes Mats Winkels Zeno Robertson Moritz Marchart | Rgm. Bonner RG / Wormser RC Blau-Weiß von 1883 / Kölner RV von 1877 / Karlsruher RV Wiking von 1879 Samuel Weidemaier Lukas Schambach Bruno Hirsch Adrian Mengedoht     | Rgm. Stuttgarter RG von 1899 / RV Neptun Konstanz / Stuttgart-Cannstatter Ruderclub von 1910 / RC Nürtingen 1921 Loris Waidelich Anton Gnann Philip Kaltenborn Emil Rauscher |

### Frauen
| Bootsklasse                           | Gold | Silber | Bronze |
| ------------------------------------- | --- | --- | --- |
| Einer                                 | Rostocker Ruder-Club von 1885 Aurelia-Maxima Katharina Janzen | Ruderclub Hansa von 1898 Tabea Schendekehl | Osnabrücker RV Pia Greiten |
| Doppelzweier                          | RV Triton 1893 Leipzig Pia Nichelmann Johanna Sinkewitz | Rgm. RG Heidelberg / SC DHfK Leipzig Cathrin Reimer Victoria Hory | Rgm. RG Rotation Berlin / Potsdamer RG Lena Kubitza Viktoria Bald |
| Zweier ohne Steuerfrau                | Rgm. Crefelder RC / Frankfurter RG Germania Lena Sarassa Hannah Reif | Ruder-Club Potsdam Melanie Göldner Luisa Schade | Rgm. Frankfurter RG Germania / Hanauer RC Hassia Anna Härtl Lisa Holbrook |
| Doppelvierer                          | Mainzer RV von 1878 Mareike Stölzner Inken Bargstedt Laura Brenker Linda Battling | Rgm. Dresdner RC / RV Triton 1893 Leipzig Anastasia Monashko Viktoria Vasylenko Pia Nichelmann Johanna Sinkewitz | Rgm. ETuF Essen / TV 1877 Essen-Kupferdreh / Ruder-Club Witten / Kölner RV von 1877 Laura Heinemann Anne Fischer Annika Steinau Pia Otto |
| Vierer ohne Steuerfrau                | Rgm. ETuF Essen / RC Potsdam Luisa Neerschulte Jessy Vermeer Lauren Anderson Isabelle Hübener | Rgm. ETuF Essen / Karlsruher RV Wiking / Ludwigshafener RV von 1878 / Kölner RV von 1877 Laura Heinemann Luise Münch Eva Hohoff Pia Otto | Karlsruher RV Wiking Esther Linner Victoria Karl Sonja Arnold-Keifer Clara Reiter |
| Achter                                | Rgm. ETuF Essen / RC Potsdam / Bonner RG / Regensburger RK / RC Hansa / RV Waltrop Lauren Anderson Mirjam Borzymski Luisa Neerschulte Jessy Vermeer Isabelle Hübener Charlotte Körner Mira Moch Andra Aumann Neele Erdtmann (Steuerfrau) | Rgm. Osnabrücker RV / WSV Honnef / Bonner RG / RV Ems-Jade-Weser / Lübecker RG von 1885 / Celler RV / Kettwiger RG Lotta Fischer Fleur Wohlschläger Esther Böning Charlotte Hentschel Silke Janssen Carlotta Meyer Jana Peters Stina Röbbecke Lilli Fischer (Steuerfrau) | Rgm. Ludwigshafener RV von 1878 / Mannheimer RG Baden / RC Nürtingen 1921 / Heidelberger RK / RG Heidelberg / Mannheimer RV Amicitia / RV Treviris Trier Hannah Rieder Verena Schuhmacher-Moster Neele Zahn Elena Weyers Marit Neumann Eva Hohoff Felice Orth Mona Kiessler Marina Warncke (Steuerfrau) |
| Leichtgewichts-Einer                  | Akademischer Ruderclub Würzburg Marion Reichardt | Stralsunder Ruder-Club Rebekka Falkenberg | Ulmer Ruderclub Donau Romy Dreher |
| Leichtgewichts-Doppelzweier           | Rgm. Kettwiger RG / TSV Otterndorf Lea Schneider Rieke Hülsen | Marburger RV von 1911 Fiona Hoffmann Caroline Joris | Rgm. ETuF Essen / Kölner RV von 1877 Laura Heinemann Pia Otto |
| Leichtgewichts-Doppelvierer           | Rgm. ETuF Essen / Karlsruher RV Wiking / Ludwigshafener RV von 1878 / Kölner RV von 1877 Laura Heinemann Luise Münch Eva Hohoff Pia Otto                                                                                                 | Rgm. Marburger RV / Weilburger RV 1905 / Hanauer RG 1879 Fiona Hoffmann Caroline Joris Marie-Kristin Kientzler Amelie Müller | Rgm. Kölner RV von 1877 / Bonner RG / TV 1877 Essen-Kupferdreh Merle Kellerhof Paula Meyenburg Karolin Mersmann Julia Mersmann |
| Leichtgewichts-Zweier ohne Steuerfrau | Rgm. ETuF Essen / Kölner RV von 1877 Laura Heinemann Pia Otto | Rgm. Ludwigshafener RV / Karlsruher RV Wiking Eva Hohoff Luise Münch | Rgm. Essen-Werdener RC / RC Sorpesee Julia Kocherscheidt Lara Rosenstengel |

### Mixed
| Bootsklasse  | Gold | Silber | Bronze |
| ------------ | --- | --- | --- |
| Doppelvierer | Rgm. Kölner RV von 1877 / RC Witten Sabrina Schoeps Christian Förster Simon Mellin Annika Steinau                                                                                             | RG München 1972 Anne Beier Lisa Weber Benedikt Niederalt Felix Zukunft                                                                                         | Rgm. Deutscher RC von 1884 / TSV Otterndorf / Hildesheimer RC / Verdener RV Paul Peter Rieke Hülsen Jannis Romanowski Charlotte Hoffmann |
| Achter       | Rgm. ETuF Essen / RC Potsdam / Kölner RV von 1877 Laura Heinemann Lauren Anderson Isabelle Hübener Vincent Schmitz Bruno Hirsch Jonas Karthaus Robin Goeritz Pia Otto Malte Otto (Steuermann) | Karlsruher RV Wiking Luise Münch Helena Brenke Clara Reiter Karl Draper Jonas Fitz Rune Grofer Rupert Pretzler Sonja Arnold-Keifer Rebecca Pawlik (Steuerfrau) | Rgm. Ludwigshafener RV von 1878 / Mannheimer RG Baden / RC Nürtingen / Mannheimer RV Amicitia / RTHC Bayer Leverkusen / Osnabrücker RV Hannah Rieder Verena Schuhmacher-Moster Neele Zahn Eva Hohoff Axel Oschmann Simon Klüter Dominic Imort Christian Vennemann Tanja Knöll (Steuerfrau) |